# Recknitz

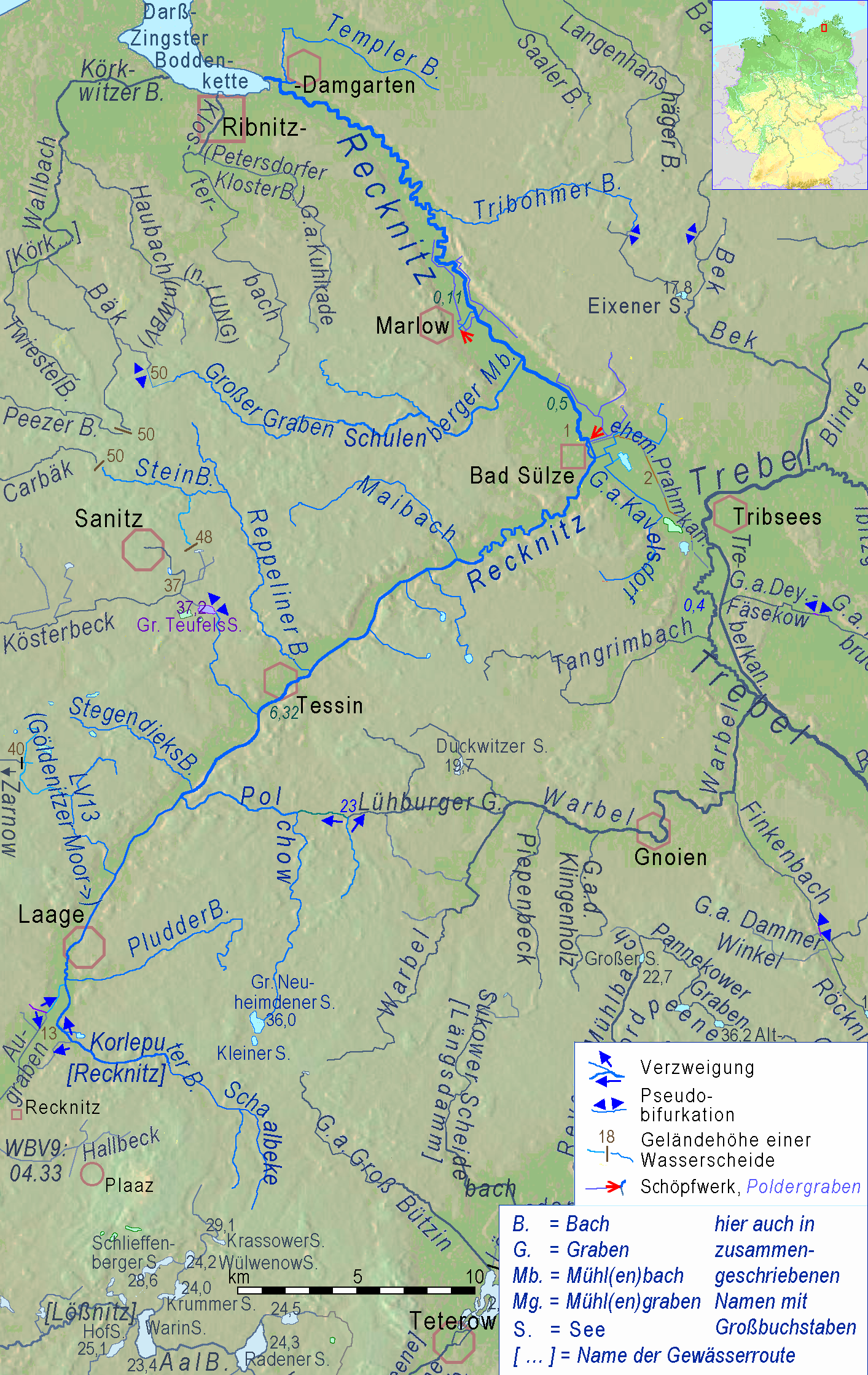
Recknitz

De Recknitz is een 88,9 km lange rivier in de Duitse deelstaat Mecklenburg-Voor-Pommeren.  
De rivier ontstaat uit diverse bronnen en stroompjes, waarvan de Schaalbeke de langste is. Deze ontspringt ten noorden van Teterow. Bij Liessow bevindt zich een bifurcatie: een deel stroomt als Augraben in zuidwestelijke richting naar de Nebel, terwijl een ander deel als Recknitz naar het noordoosten stroomt. De Recknitz mondt bij Ribnitz-Damgarten uit in de Ribnitzer See, een onderdeel van de Saaler Bodden.
De benedenloop van de Recknitz (tussen Bad Sülze en Ribnitz-Damgarten) is de historische grens tussen Mecklenburg en Voor-Pommeren. Nog tot 2012 was het de grens tussen de Evangelisch-Lutherse Kerk van Mecklenburg en de Evangelische Kerk van Pommeren.
- Virtual International Authority File: 238771075